# Stazione di Nera Montoro
Stazione di Nera Montoro vasútállomás Olaszországban, Umbria régióban, Narni településen.

## Vasútvonalak
Az állomást az alábbi vasútvonalak érintik:
- Ancona–Orte -vasútvonal

## Kapcsolódó állomások
A vasútállomáshoz az alábbi állomások vannak a legközelebb: 
- Stazione di San Liberato
- Stazione di Narni-Amelia